# Клетка Кеньона
Клетка Кеньона (англ. Kenyon cell) — в нервной системе членистоногих, основной нейрон грибовидных тел. Число клеток Кеньона у разных видов насекомых варьирует — от 3000 у дрозофилы до около 200 000 у тараканов. Названы в честь американского учёного Фредерика Кеньона, который первым описал их в 1896 году. У жалящих перепончатокрылых выделяют три типа клеток Кеньона, так же как и у мухи-дрозофилы. 